# Abdelilah Benkirane
Abdelilah Benkirane (Arabisch: عبد الإله بنكيران) (Rabat, 4 april 1954) is een Marokkaans politicus en leider van de Partij voor Rechtvaardigheid en Ontwikkeling. Als minister-president van Marokko leidde hij van 2011 tot 2017 twee regeringen. 
Na het winnen van een groot aantal zetels in de parlementsverkiezingen van november 2011 vormde zijn partij een coalitie met drie partijen die deel hadden uitgemaakt van de vorige regeringen. Hij werd benoemd tot minister-president op 29 november 2011.
Benkirane was een linkse politieke activist sinds de jaren 1970. Hij vertegenwoordigde Sale in het Marokkaanse parlement sinds 14 november 1997. Hij werd gekozen tot leider van de Partij voor Gerechtigheid en Ontwikkeling in juli 2008, als opvolger van de minder charismatische Saadeddine Othmani.
Benkirane voerde een democratische en islamitische politiek. Zijn regeringen waren gericht op gemiddelde economische groei van 5,5 procent per jaar. Een ander doel was om de werkloosheid te verlagen tot 8 procent tegen het einde van 2016 van 9,1 procent aan het begin van 2012. Maar de economische werkelijkheid was anders. Marokko werd zwaar getroffen door de economische wereldcrisis, en moest aankloppen bij het IMF om een noodlening. Benkirade kreeg daardoor te maken met de hervormingseisen van het IMF, dat een streng begrotingsbeleid eist en subsidies op de eerste levensbehoeften afwijst. In dit klimaat trok de seculiere coalitiepartner van de PJD, Istiqlal, de samenwerking verbrak. Dat was op 9 juli 2013, vijf dagen na de val van de Egyptische president Morsi. Istiqlal-leider Hmid Chabat vond dat Benkirade moest aftreden, "net als zijn broer Morsi".
Premier Benkirane slaagde er uiteindelijk op 10 oktober 2013 in om met vier kleine fracties een nieuwe coalitie te vormen. De regering-Benkirane heeft ook actief nagestreefd dat Marokko nauwere banden krijgt met de Europese Unie, zijn belangrijkste handelspartner, maar ook in toenemende mate met de zes leden de Samenwerkingsraad van de Arabische Golfstaten.
In oktober 2016 won de PJD onder zijn leiding de verkiezingen en behaalde 125 van de 395 zetels. Hij kreeg dan ook een formatieopdracht van de koning, maar kon in de volgende vijf maanden niet tot een meerderheid komen met andere partijen. Daarop gaf de koning een formatieopdracht aan Saadeddine El Othmani, tot 2008 leider van de PJD. Deze vormde een kabinet en volgde Benkirane op als minister-president (maart 2017).
- Gemeinsame Normdatei: 1175624780
- Système universitaire de documentation: 231735766
- Virtual International Authority File: 247154440228135342554
- WorldCat: E39PBJxhtYdvCHpvXW93dVD6rq